# برونو وویتینک
برونو وویتینک (فرانسوی: Bruno Wojtinek‎؛ زادهٔ ۶ مارس ۱۹۶۳) دوچرخه‌سوار اهل فرانسه است.
از باشگاه‌هایی که در آن رکاب زده‌است می‌توان به تیم دوچرخه‌سواری رنو اشاره کرد.